# سمنگان (مهر)
سمنگان (مهر)، روستایی از توابع بخش اسیر شهرستان مهر در استان فارس ایران است.
این منطقه دارای آبی شیرین و رودخانه همیشه جاری و جاذبه های طبیعی بسیار زیبایی است
این روستا دروازه ورودی شهرستان مهر ومنطقه ویژه پارس جنوبی است 
که از لحاظ استراتژیکی مورد توجه است
و این منطقه به دلیل موقعیت جغرافیایی مناسب و زیر ساخت های ارزان مکانی مناسب برای کارهای تولیدی و اقتصادی است

## جمعیت
این روستا در دهستان دشت لاله قرار دارد و براساس سرشماری مرکز آمار ایران در سال ۱۳۸۵، جمعیت آن ۱۶۹ نفر (۳۵خانوار) بوده‌است.